# باري أتكينسون
باري أتكينسون (بالإنجليزية: Barry Atkinson)‏ هو لاعب دارت أسترالي، ولد في 10 أكتوبر 1940 في نيوكاسل أبون تاين في المملكة المتحدة.

## وصلات خارجية
- باري أتكينسون على موقع DartsDatabase.co.uk (الإنجليزية)